# Anello A
L'anello A è l'anello planetario più brillante del pianeta Saturno; è situato all'esterno dell'anello B, al di là della Divisione di Cassini. Esternamente è delimitato dall'orbita di Atlante, un satellite minore di Saturno.
Al suo interno trovano spazio due regioni relativamente povere di materiale: la Divisione di Encke, situata presso l'estremità esteriore dell'anello, in prossimità dell'orbita di Pan, e la Divisione di Keeler, dovuta alla presenza di Dafni.